# Martino La Farina
Martino La Farina (falecido em 17 de setembro de 1668) foi um bispo católico romano que serviu como prelado de Santa Lucia del Mela (1648–1668).

## Biografia
No dia 21 de setembro de 1648, Martino La Farina foi nomeado pelo Papa Inocêncio X como Bispo da Prelazia Territorial de Santa Lucia del Mela. Serviu como Prelado de Santa Lucia del Mela até à sua morte a 17 de setembro de 1668.